# آلن ولاسکو
آلن ولاسکو (انگلیسی: Alan Velasco؛ زادهٔ ۲۷ ژوئیهٔ ۲۰۰۲) بازیکن فوتبال اهل آرژانتین است.
از باشگاه‌هایی که در آن بازی کرده‌است می‌توان به باشگاه اتلتیکو ایندپندینته و اف‌سی دالاس اشاره کرد.
وی همچنین در تیم ملی فوتبال Argentina U17 بازی کرده‌است.